# Castilfalé
Castilfalé település Spanyolországban, León tartományban. Lakosainak száma 62 fő (2024).

## Földrajza
Castilfalé Gordoncillo, Valdemora, Fuentes de Carbajal, Villabraz, Matanza de los Oteros és Mayorga községekkel határos.

## Népesség
A település lakosságának változását az alábbi diagram mutatja:
| Lakosok száma | 105  | 91   | 88   | 89   | 78   | 77   | 68   | 69   | 63   | 62   |
|               | 2001 | 2004 | 2007 | 2009 | 2012 | 2014 | 2017 | 2019 | 2022 | 2024 |